# Trebonia de provinciis consularibus
Trebonia de provinciis consularibus va ser una antiga llei romana dictada l'any 55 aC quan eren cònsols Gneu Pompeu Magne i Marc Licini Cras Dives, a instàncies de Gai Treboni, tribú de la plebs. Prorrogava per cinc anys els comandament dels cònsols a les províncies adjudicades (Hispània a Pompeu, Síria a Cras, la Gàl·lia a Cèsar). Aquesta llei donava als procònsols el dret a fer la guerra o tractats de pau segons el seu criteri personal i sense necessitat de l'aprovació del senat.
Entre els qui es van oposar a aquesta proposta de llei estava Marc Porci Cató Uticense, un declarat oponent de Gneu Pompeu Magne. A causa d'un discurs contra la llei que va fer al fòrum, el proponent Gai Treboni va ordenar que tanquessin Cató a la presó. Però la gran multitud que escoltava el discurs va protestar fortament i Gai Treboni el va haver d'alliberar.